# Hajós- és Szántó Elektromos Gyára Rt.
Hajós- és Szántó Elektromos Gyára Rt. Hajós Lajos 1919-ben még műszaki nagykereskedést vezetett. A kereskedést a Magyar Leszámítoló és Pénzváltóbank finanszírozta. Látva az elektrotechnikai cikkek gyártásának kedvező profitlehetőségeit, 1920-ban megalakulhatott a részvénytársaság.

## A cég fejlődése
A vállalat még az 1920-as években megszerezte több vezető nyugat-európai cég vezérképviseletét. Így például a Hartmann und Braun A. G. képviseletét is. A képviseletek ellátásán kívül a kelenföldi Daróczi út 3. szám alatt a gyártás is megindult. A cég eladási központja előbb a VI. kerület Paulay Ede utca 7. szám, később a VI. kerület Andrássy út 58. szám alatt működött. A cég gyártási profilja vegyes volt. Mintegy 2000 terméket állítottak elő, közöttük egy- és háromfázisú fogyasztásmérőket, vasalókat, tea- és kávéfőzőket, főzőlapokat, tűzhelyeket stb. A háztartási készülékek mellett foglalkoztak villamos szerelési anyagok, erősáramú villamos készülékek stb. előállításával, értékesítésével.
A cég fokozatosan tört be a piacra. Műszaki igazgatója Wiesengrund Miksa 1930-as évek elején konstruált Wvkw és WK egyfázisú fogyasztásmérői keresettek voltak belföldön. Továbbfejlesztett változatának licencét a nürnbergi Heliowatt megvásárolta, emellett exportáltak is ezekből. A fogyasztásmérőket folyamatosan fejlesztették tovább, termelését havi 4-5 ezer darabra futtatták fel.
A vállalat, leányvállalatán az Agroluxon keresztül bekapcsolódott a községek villamosításába. A munkálatokat az Agrolux végezte, a szükséges anyagokat (számlálók, mérőműszerek) a cég gyártotta. Az 1920-ban alakult Agrolux igazgatósági tagjai között ekkor már a Leszámítoló Bank, az Országos Központi Hitelszövetkezet, az Egyesült Budapesti Fővárosi Takarékpénztár emberein kívül Szántó Endre, és később Wiesengrund Miksa is helyet kapott.
A gazdasági válság alatt a vállalat egyre több megegyezésre kényszerült, de az egyezményeket rendszerint nem tartotta be, így konfliktusba került például az EKA-val.
A cég fióktelepet létesített Belgrádban, Újvidéken, Bukarestben és Kolozsvárott. Érdekeltségébe tartozott az Első Romániai Elektromosgyár (Oradea Mare) és a Relais Elektrotechnische A. G.

## A kiválás
1937. november 20-án Pártos Marcell vezérigazgatóhelyettes öngyilkosságot követett el. Évtizedes sikkasztások, csalások, okmányhamisításokra derült fény. A hatalmas mérleghiány miatt a Leszámítoló és Pénzváltó Bank fuzionáltatta a céget 1937. november 20-án a Budafoki Zománcedény-, Fémárúgyárral, és a továbbiakban Budafoki Zománcedény-, Fémárú- és Elektromosgyár Rt. néven működött. A felszámolt Hajós- és Szántó Elektromos Gyár profilja, és gyártókapacitása is ide került át.
A bank nem indított eljárást a tettesek ellen, sőt még végkielégítést is fizetett vezetőinek, akik ebből a pénzből önállósították magukat Hajós Szántó és Társa név alatt. A kivált kettős 1938. szeptember 11-én átalakította vállalkozását részvénytársasággá és neve Hajós és Szántó Rt. lett. Központja a Budapest V. kerület Széchényi rakpart 19. szám, majd 1940-től a VI. kerület Benczúr utca 13. szám alatt működött. A vállalat továbbra is ellátta a külföldi cégek képviseletét. A stuttgarti Strelow cégtől fogyasztásmérőket, vízórákat stb. importált. A második világháború kitörésével az import megnehezült. Szántó, bízva Wiesengrund tapasztalatában, szakmai ismereteiben 1940-ben beindította a gyártást a VIII. kerület Kisfaludy utca 5. szám alatt megvásárolt telephelyen. A profil megegyezett az első vállalkozás profiljával, csak méreteiben volt kisebb.

## A Budafoki Zománcedény-, Fémárú- és Elektromosgyár Rt.
A vállalat kiszélesedett profilja bővítést követelt. Az elektromos részleg 1940-ben átköltözött  a XIV. kerület Francia út 11. szám alá a frissen megvásárolt Malomsoky-gyártelepre. A részvények tulajdonosa a Leszámítoló és Pénzváltó Bank érdekeltségéhez tartozó Első Magyar Papíripar Rt. volt. Mivel a gyár eredeti profiljától az elektrotechnikai cikkek gyártása erősen elütött, a bank jóváhagyásával átprofilírozták a jól működő Agrolux Községeket és Mezőgazdaságokat Villamosító Rt.-hez, mely az V. kerület Falk Miksa u. 2. szám alatt székelt. A profilleadást egy pénzügyi tranzakcióval kötötték egybe. A Magyar Wolfram Lámpagyár Kremeneczky János Rt. (Orion) felvásárolta az Agrolux részvényeket, ezt követően vásárolta meg formálisan az Agrolux a Francia úti gyártelepet.

## A háború után
A háború után meginduló életbe a Hajós és Szántó Rt. szintén bekapcsolódott. A Kisfaludy utcai gyár nem szenvedett súlyosabb sérüléseket, de a korszerűségtől igen messze állt. A vállalatot 1948. március 25-i rendelettel államosították, majd 1949-ben felszámolták. A gépek nagy részét az Agrolux vette át. A profilt több cég között osztották fel. Az árammérőgyártás az Agroluxon keresztül a Ganz Árammérőgyárba olvadt be.
Az Agrolux Francia úti gyártelepe szintén kisebb sérülésekkel vészelte át a háborút. A károkat gyorsan helyrehozták. A gyár bekapcsolódott a jóvátételi szállításokba, és így alkalma nyilt a megkötött magyar-szovjet szerződés értelmében 35 ezer darab egyfázisú fogyasztásmérő exportjára. A gyár kapacitása évi 100 ezer darab egyfázisú fogyasztásmérő, 25 ezer darab kávéfőző, 500 ezer darab főzőlap, 50 ezer darab vasaló, 100 ezer darab íróasztallámpa, és még egyéb szerelési anyagok termelése járult. A vállalatot az 1948/3500 számú rendelettel államosították. Az államosítást követő profiltisztítás során leadta a fogyasztásmérők gyártását. A számlálógyártási ágazatát a Népgazdasági Tanács 1950. március 2-i határozata olvasztotta be a Ganz Árammérőgyárba.